# Circ

Circul de Stat din București

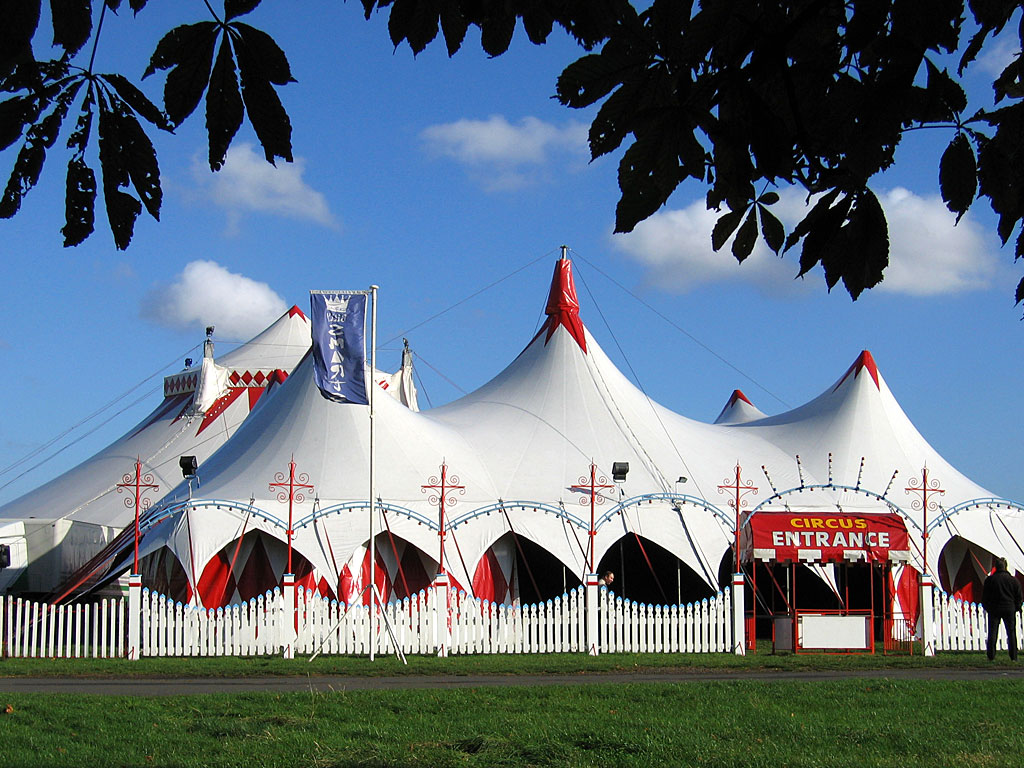
Cortul unui circ ambulant

Circ se numește un gen de spectacol care cuprinde numere de gimnastică, de acrobație, prezentare de animale dresate, momente comice bufe, iluzionism, etc. 
Aceeași denumire o poartă atât ansamblul artistic care organizează astfel de spectacole cât și construcția în care au loc spectacolele. Această construcție este de regulă de formă rotundă, cu locurile pentru spectatori așezate în amfiteatru și având la mijloc o arenă circulară, unde au loc spectacole de circ.
În cazul trupelor ambulante, reprezentațiile se dau într-un cort, de regulă circular, cu acceași structură interioară ca și clădirea.